# Le Siège d'Ostende
Le Siège d’Ostende est une farce militaire écrite par Michel de Ghelderode en 1933 pour marionnettes, et dédiée à James Ensor qui eut une grande influence sur lui qui fut inspiré pour ses œuvres théâtrales par les masques et les figures d'Ensor (la Mort, le Diable, les pêcheurs…),.
Ghelderode envisage en 1933 d'écrire une pièce avec Ensor et ses créatures comme personnages principaux et avec les thème de la résistance d'Ostende au temps des archiducs Albert et Isabelle.
Il s'agit d'une création théâtrale de 1984, de l'École nationale de théâtre du Canada, mise en scène par Albert-André Lheureux.
Cette représentation a été jouée pour le Théâtre de l'Esprit frappeur, et le Théâtre du Résidence Palace, à Bruxelles, en 1987.